# Pałac w Mroczeniu
Pałac w Mroczeniu – zabytkowy pałac w miejscowości Mroczeń.
Piętrowy pałac wybudowany dla Feliksa Wężyka w latach 1840-1850 na rzucie prostokąta. W środku fasady główne wejście  poprzedzone schodami na szerokość portyku z czterema kolumnami jońskimi podtrzymującymi trójkątny fronton. Po bokach fasady dwie trójpiętrowe alkierzowe wieże. W elewacji tylnej półokrągły ryzalit.